# Deutsche Leichtathletik-Hallenmeisterschaften 2001
Die 48. Deutschen Leichtathletik-Hallenmeisterschaften fanden am 24. und 25. Februar 2001 in der Helmut-Körnig-Halle in Dortmund statt. Zum dreizehnten Mal war Dortmund Gastgeber. Am ersten Tag kamen 4000 Zuschauer und am zweiten Tag war die Veranstaltung ausverkauft.
Die 3 × 1000 m der Männer wurden am 18. Februar 2001 in Neubrandenburg ausgetragen.
Die Wettbewerbe standen im Zeichen der Hallenweltmeisterschaften, die zwei Wochen später in Lissabon ausgetragen wurden. Andreas Erm gewann das 5000-Meter-Bahngehen mit neuem deutschem Rekord. Überschattet waren die Meisterschaften vom Fall Dieter Baumann. Baumann hatte trotz seiner Sperre vor Gericht das Startrecht in Dortmund erwirkt. Der Weltleichtathletikverband IAAF hatte allen Sportlern, die in seinem Lauf an den Start gehen, eine Sperre angedroht und suspendierte anschließend alle Läufer, so dass Jan Fitschen nicht bei den Hallenweltmeisterschaften teilnehmen konnte.

## Medaillengewinner

### Männer
| Disziplin      | Gold                                                                                | Leistung        | Silber                                                                               | Leistung    | Bronze                                                                                 | Leistung     |
| -------------- | ----------------------------------------------------------------------------------- | --------------- | ------------------------------------------------------------------------------------ | ----------- | -------------------------------------------------------------------------------------- | ------------ |
| 60 m           | Tim Goebel (ASV Köln)                                                               | 6,58 s          | Christian Schacht (TV Kornwestheim)                                                  | 6,67 s      | Marc Blume (TV Wattenscheid)                                                           | 6,67 s       |
| 200 m          | Holger Blume (TV Wattenscheid)                                                      | 21,07 s         | Sebastian Gatzka (LG Alheimer Rotenburg-Bebra)                                       | 21,31 s     | Thomas Müller (ABC Ludwigshafen)                                                       | 21,44 s      |
| 400 m          | Lars Figura (LG Olympia Dortmund)                                                   | 46,77 s         | Ruwen Faller (LAC Quelle Fürth/München)                                              | 46,91 s     | Michael Dragu (LG Olympia Dortmund)                                                    | 46,98 s      |
| 800 m          | Nico Motchebon (LAC Quelle Fürth/München)                                           | 1:51,28 min     | Wolfram Müller (LG Asics Pirna)                                                      | 1:51,77 min | Tarik Bourrouag (TSV Bayer 04 Leverkusen)                                              | 1:52,02 min  |
| 1500 m         | Franek Haschke (LAC Quelle Fürth/München)                                           | 3:47,89 min     | Christian Knoblich (LAC Quelle Fürth/München)                                        | 3:48,08 min | Rüdiger Stenzel (TV Wattenscheid)                                                      | 3:48,40 min  |
| 3000 m         | Dieter Baumann (LAV Tübingen)                                                       | 7:47,29 min     | Jan Fitschen (TV Wattenscheid)                                                       | 7:52,92 min | Carsten Schütz (TV Wattenscheid)                                                       | 7:55,99 min  |
| 60 m Hürden    | Ralf Leberer (SSV Ulm 1846)                                                         | 7,65 s          | Jérôme Crews (MTG Mannheim)                                                          | 7,75 s      | Claude Edorh (LT DSHS Köln)                                                            | 7,76 s       |
| 4 × 200 m      | LG Nike Berlin (Ronny Ostwald, Ralf Riester, Steffen Landgraf, Kofi Amoah Prah)     | 1:26,90 min     | TV Wattenscheid (Holger Blume, Marc Blume, Alexander Kosenkow, Andre Lottmann)       | 1:27,50 min | TuS Jena (Kay Giertzuch, Stephan Zeyen, Jörg Schappel, Milan Stojanovic)               | 1:29,13 min  |
| 4 × 400 m      | LG Olympia Dortmund (Sebastian Aryee, Jens Dautzenberg, Michael Dragu, Lars Figura) | 3:09,53 min     | VfL Sindelfingen (Steffen Sattelmaier, Heiko Kupfer, Athanasi Pamboris, Stefan Holz) | 3:12,67 min | LG Nike Berlin (Ralf Riester, Steffen Landgraf, Matthias Hillebrand, Roberto Schlöske) | 3:15,71 min  |
| 3 × 1000 m     | TV Wattenscheid (Jan Fitschen, Rüdiger Stenzel, Benjamin Hetzler)                   | 7:07,17 min     | LAC Quelle Fürth/München (Franek Haschke, Christian Knoblich, Nico Motchebon)        | 7:07,35 min | LG Olympia Dortmund (Stefan Jansen, Ansgar Varnhagen, Tobias Dertmann)                 | 7:20,02 min  |
| 5000 m Gehen   | Andreas Erm (TV Friesen Naumburg)                                                   | 18:22,25 min NR | Denis Trautmann (LGV Gleina)                                                         | 19:37,88 mi | Michael Lohse (LAC Quelle Fürth/München)                                               | 20:26,13 min |
| Hochsprung     | Martin Buss (TSV Bayer 04 Leverkusen)                                               | 2,25 m          | Kristofer Lamos (LG Eintracht Frankfurt)                                             | 2,14 m      | Roman Fricke (TSV Bayer 04 Leverkusen)                                                 | 2,24 m       |
| Stabhochsprung | Michael Stolle (TSV Bayer 04 Leverkusen)                                            | 5,80 m          | Richard Spiegelburg (TSV Bayer 04 Leverkusen)                                        | 5,60 m      | Andrei Tivontschik (USC Mainz)                                                         | 5,60 m       |
| Weitsprung     | Konstantin Krause (LG Ohra/Hörsel)                                                  | 7,96 m          | Kofi Amoah Prah (LG Nike Berlin)                                                     | 7,84 m      | Andreas Pohle (Team Erfurt)                                                            | 7,66 m       |
| Dreisprung     | Thomas Moede (Berliner LG Ost)                                                      | 16,61 m         | Hrvoje Verzi (LAC Quelle Fürth/München)                                              | 16,31 m     | Rudolf Helpling (Jugend 07 Bergheim)                                                   | 16,10 m      |
| Kugelstoßen    | René Sack (LAZ Leipzig)                                                             | 19,39 m         | Detlef Bock (SC Charlottenburg)                                                      | 19,33 m     | Michael Mertens (LG TK Hannover 96)                                                    | 19,29 m      |

### Frauen
| Disziplin      | Gold                                                                                | Leistung     | Silber                                                                                 | Leistung     | Bronze                                                                       | Leistung     |
| -------------- | ----------------------------------------------------------------------------------- | ------------ | -------------------------------------------------------------------------------------- | ------------ | ---------------------------------------------------------------------------- | ------------ |
| 60 m           | Sina Schielke (LG Olympia Dortmund)                                                 | 7,20 s       | Marion Wagner (USC Mainz)                                                              | 7,22 s       | Melanie Paschke (TV Wattenscheid)                                            | 7,31 s       |
| 200 m          | Birgit Rockmeier (LG Olympia Dortmund)                                              | 23,19 s      | Gabi Rockmeier (LG Olympia Dortmund)                                                   | 23,23 s      | Sandra Kasten (LG Braunschweig)                                              | 24,09 s      |
| 400 m          | Shanta Ghosh (LC Rehlingen)                                                         | 51,48 s      | Claudia Marx (LG Nike Berlin)                                                          | 52,53 s      | Florence Ekpo-Umoh (USC Mainz)                                               | 52,92 s      |
| 800 m          | Ivonne Teichmann (SC Magdeburg)                                                     | 2:03,33 min  | Maren Schott (TSV Bayer 04 Leverkusen)                                                 | 2:04,91 min  | Monika Gradzki (TV Wattenscheid)                                             | 2:05,27 min  |
| 1500 m         | Irina Mikitenko (LG Eintracht Frankfurt)                                            | 4:09,97 min  | Sylvia Kühnemund (Hallesche LF)                                                        | 4:16,22 min  | Luminita Zaituc (LG Braunschweig)                                            | 4:18,27 min  |
| 3000 m         | Irina Mikitenko (LG Eintracht Frankfurt)                                            | 8:52,41 min  | Luminita Zaituc (LG Braunschweig)                                                      | 9:05,74 min  | Sabrina Mockenhaupt (LG Sieg)                                                | 9:07,07 min  |
| 60 m Hürden    | Juliane Sprenger (LG Kindelsberg Kreuztal)                                          | 8,06 s       | Nadine Hentschke (Team Niederrhein)                                                    | 8,25 s       | Sabine Braun (TV Wattenscheid)                                               | 8,26 s       |
| 4 × 200 m      | LG Olympia Dortmund (Katchi Habel, Birgit Rockmeier, Sina Schielke, Gabi Rockmeier) | 1:32,57 min  | TSV Bayer 04 Leverkusen (Christa Kaufmann, Maren Schott, Ulrike Urbansky, Anke Feller) | 1:35,33 min  | LG Weserbergland (Nicole Müller, Ina Thimm, Silke Perkuhn, Nicole Marahrens) | 1:39,34 min  |
| 3000 m Gehen   | Sabine Zimmer (SC Potsdam)                                                          | 12:29,08 min | Melanie Seeger (SC Potsdam)                                                            | 12:35,71 min | Andrea Meloni (LAZ Lahn-Aar-Diez)                                            | 12:47,97 min |
| Hochsprung     | Elena Herzenberg (ABC Ludwigshafen)                                                 | 1,93 m       | Alina Astafei (MTG Mannheim)                                                           | 1,93 m       | Sophia Sagonas (LG Seligenstadt)                                             | 1,84 m       |
| Stabhochsprung | Yvonne Buschbaum (LG Stuttgart)                                                     | 4,40 m       | Nicole Humbert (ASV Landau)                                                            | 4,35 m       | Christine Adams (TSV Bayer 04 Leverkusen)                                    | 4,35 m       |
| Weitsprung     | Heike Drechsler (Karlsruher SC)                                                     | 6,56 m       | Sabine Braun (TV Wattenscheid)                                                         | 6,49 m       | Sofia Schulte (TSV Bayer 04 Leverkusen)                                      | 6,29 m       |
| Dreisprung     | Nicole Herschmann (OSC Berlin)                                                      | 14,03 m      | Katja Umlauft (LG Nike Berlin)                                                         | 13,75 m      | Henny Gastel (SV Halle)                                                      | 13,22 m      |
| Kugelstoßen    | Nadine Kleinert (SC Magdeburg)                                                      | 18,83 m      | Ilona Bayer (TV Wattenscheid)                                                          | 17,26 m      | Nadine Beckel (Schweriner SC)                                                | 16,91 m      |